# Miłoradzice (gromada)
Miłoradzice – dawna gromada, czyli najmniejsza jednostka podziału terytorialnego Polskiej Rzeczypospolitej Ludowej w latach 1954–1972.
Gromady, z gromadzkimi radami narodowymi (GRN) jako organami władzy najniższego stopnia na wsi, funkcjonowały od reformy reorganizującej administrację wiejską przeprowadzonej jesienią 1954 do momentu ich zniesienia z dniem 1 stycznia 1973, tym samym wypierając organizację gminną w latach 1954–1972.
Gromadę Miłoradzice z siedzibą GRN w Miłoradzicach utworzono – jako jedną z 8759 gromad na obszarze Polski – w powiecie lubińskim w woj. wrocławskim, na mocy uchwały nr 20/54 WRN we Wrocławiu z dnia 2 października 1954. W skład jednostki weszły obszary dotychczasowych gromad Miłoradzice, Buczynka, Gorzelin, Gogołowice, Lipiny, Raszowa i Miłosna ze zniesionej gminy Miłoradzice w tymże powiecie. Dla gromady ustalono 14 członków gromadzkiej rady narodowej.
1 lipca 1968 gromadę zniesiono, a jej obszar włączono do nowo utworzonej gromady Lipiny w tymże powiecie.